# Symfonie nr. 6 (Bruk)
Fridrich Bruk voltooide zijn Symfonie nr.6 Vogeltrek in 2006.

## Algemeen
Bruk haalde zijn inspiratie voor deze symfonie uit een drietal gedichten van Viljo Kajava. Per deel is een kleine inhoudsopgave gegeven:
1. Susi (Wolf); het is een muzikale vertaling en tevens allegorie omtrent het opgroeien van een kind tot een leider;
2. Rannikon ääni (Geluid van de kust); het zoeken van een rustig plekje aan zee of baai
3. Muuttolinnut (Vogeltrek), een muzikale weergave van wat vogels zien als ze op hun vogeltrek voorbij vliegen; ze zien de Aarde vanuit de lucht en zijn vervolgens getuigen van een dichter die zichzelf ophangt, een kind dat doelloos een vogel doodt met een catapult en een werkpaard.

Deze zesde symfonie is niet geschreven in de traditionele vorm van een symfonie. Een scherzo ontbreekt, een serieus deel is er dan wel (deel 2). Het derde deel en symfonie besluit met vogelgeluiden door het orkest heen. Het werk is geschreven voor waldhoorn, tuba en orkest, maar er is een aantal varianten. Het is niet bekend of het werk ooit voor publiek is uitgevoerd. Helena Hiilivirta is een musicoloog. De eerste uitvoering vond plaats op 24 mei 2006 door het Fins Radiosymfonieorkest onder leiding van John Storgårds.

## Orkestratie
- solohoorn (ook wel zes hoorns), solotuba
- 3 dwarsfluiten, 2 hobo’s, 2 klarinetten, 3 fagotten
- 4 hoorns, 2 trompetten, 3 trombones, 1 tuba
- pauken, 4 man/vrouw percussie, 1 harpen,
- violen, altviolen, celli, contrabassen

## Discografie
Uitgave Estonian Record Productions: Liepaja Symfonieorkest o.l.v. Andres Mustonen met Gustavo Subida, een Portugese tubaïst en Rait Eriksson, hoornist